# Kacper Gieryk
Kacper Gieryk (Nakło nad Notecią, 26 marzo 2003) è un ciclista su strada polacco che corre per il team dilettantistico TC Chrobry Scott Głogów.

## Palmarès
- 2022 (HRE Mazowsze Serce Polski, una vittoria)

Campionati polacchi, Prova a cronometro Under-23
- 2023 (JEGG-DJR Academy, due vittorie)

Campionati polacchi, Prova a cronometro Under-23
Chrono des Nations Espoirs
- 2024 (TC Chrobry Scott Głogów, una vittoria)

Campionati polacchi, Prova a cronometro Under-23

### Altri successi
- 2024 (TC Chrobry Scott Głogów)

1ª tappa RBB Tour (Strmilov, cronometro)
Ogólnopolski Wyścig Kolarski "O Puchar Wójta Gminy Chrząstowice"

## Piazzamenti

### Competizioni mondiali
- Campionati del mondo

Fiandre 2021 - Cronometro Junior: 12º
Fiandre 2021 - In linea Junior: 73º
Wollongong 2022 - Cronometro Under-23: 26º
Wollongong 2022 - Staffetta mista: 9º
Wollongong 2022 - In linea Under-23: ritirato
Glasgow 2023 - Cronometro Under-23: 39º

### Competizioni europee
- Campionati europei

Trento 2021 - Cronometro Junior: 7º
Anadia 2022 - Cronometro Under-23: 18º
Anadia 2022 - Staffetta Under-23: 4º
Anadia 2022 - In linea Under-23: ritirato
Drenthe 2023 - Cronometro Under-23: 7°